# Leonel Gabriel
Leonel Gabriel Píriz (Montevideo, 13 luglio 1919 – 21 gennaio 2005) è stato un pallanuotista uruguaiano che ha partecipato alle Olimpiadi estive del 1948.